# Frank V. Phillips
Pour les articles homonymes, voir Frank Phillips.
Frank Van Tuyl Phillips (7 avril 1912 - 12 avril 1994) était un directeur de la photographie  américain surtout connu pour les films de Walt Disney Productions notamment L'Apprentie sorcière (1971), Peter et Elliott le dragon (1977) et La Montagne ensorcelée (1975). 

## Filmographie
- 1961 : Have Gun - Will Travel, série télévisée
- 1966 :  Wild Wild Winter (en)
- 1967 :  Mosby's Marauders (en)
- 1968 :  The Young Loner, téléfilm de Walt Disney's Wonderful World of Color
- 1968 :  The One and Only, Genuine, Original Family Band
- 1969 :  L'Ordinateur en folie (The Computer Wore Tennis Shoes)
- 1970 :  La Loi du talion (Darker than Amber)
- 1970 :  Le Pays sauvage (The Wild Country)
- 1970 :  Scandalous John
- 1971 :  L'Apprentie sorcière (Bedknobs and Broomsticks)
- 1972 :  Pas vu, pas pris (Now You See Him, Now You Don't)
- 1972 :  3 Étoiles, 36 Chandelles (Snowball Express)
- 1973 :  Nanou, fils de la Jungle (The World's Greatest Athlete)
- 1974 :  Le Nouvel Amour de Coccinelle (Herbie Rides Again)
- 1974 :  L'Île sur le toit du monde (The Island at the Top of the World)
- 1975 :  La Montagne ensorcelée (Escape to Witch Mountain)
- 1975 :  Le Gang des chaussons aux pommes (The Apple Dumpling Gang)
- 1976 :  La Folle Escapade (No Deposit, No Return)
- 1976 :  Le Trésor de Matacumba (Treasure of Matecumbe)
- 1976 :  Gus
- 1976 :  Un candidat au poil (The Shaggy D.A.)
- 1977 :  Peter et Elliott le dragon (Pete's Dragon)
- 1978 :  Les Visiteurs d'un autre monde (Return from Witch Mountain)
- 1978 :  Tête brûlée et pied tendre (Hot Lead and Cold Feet) de Robert Butler
- 1978 :  Goin' Coconuts (en)
- 1979 :  Le Retour du gang des chaussons aux pommes (The Apple Dumpling Gang Rides Again)
- 1979 :  Le Trou noir (The Black Hole)
- 1980 :  Une nuit folle, folle (Midnight Madness)
- 1980 :  La Coccinelle à Mexico (Herbie Goes Bananas)
- 1981 : Going Ape! de Jeremy Joe Kronsberg (en)
- 1981 :  Return of the Beverly Hillbillies (en)
- 1982 :  The Ambush Murders (it)